# Schokkers
Het Schokkers is het dialect dat tot in de 19e eeuw werd gesproken op het toenmalige Zuiderzee-eiland Schokland. Het is in de basis een Nedersaksisch dialect dat echter ook in veel opzichten naar het Hollands toe neigt, vergelijkbaar met het Urks.
Na de ontruiming van Schokland (1859) is dit dialect door de oud-inwoners van Schokland meegenomen naar hun nieuwe woonplaatsen. Dit waren bijvoorbeeld Volendam, Kampen en het land van Vollenhove. Hier werd het Schokkers weer beïnvloed door de plaatselijke dialecten. Omgekeerd had met name in Volendam het Schokkers invloed op de taal daar. Tegenwoordig is het Schokkers als omgangstaal niet meer in gebruik, maar de Schokker verenigingen proberen het dialect op een bepaalde manier toch in leven te houden. Tot in ieder geval het midden van de 20e eeuw werd het Schokkers gesproken.

## Kenmerken
Het oorspronkelijke Schokkers was als dialect niet eenduidig. De verschillende woonkernen op het oude eiland hadden elk hun eigen variant van het dialect. Het noorden van het eiland, Emmeloord (niet te verwarren met de plaats Emmeloord in het moderne Flevoland) sprak dus een ander dialect dan Ens in het zuiden. In het Emmeloords heetten "vader" en "moeder" zo tate en didde, in Ens daarentegen luidde het taote en memme. Kenmerken van het dialect zijn dan ook van het dorp afhankelijk. De typische ao-klank van het zuiden  (taote) was in het noorden veel minder opvallend. Kenmerken die, althans voor zover nu bekend, wel over het hele eiland gelijk waren zijn de ie voor een "ij" (bliev'm - blijven) en het consequent uitspreken van de slot-n bij werkwoorden. 
Het Schokkers was meer dan het Urks aan de Nedersaksische tongvallen in Overijssel verwant.

## Onderzoek
Omdat het Schokkers al in 1859 - het jaar waarin het eiland werd ontruimd - niet meer als duidelijk afgebakend dialect bestond, is het dialect nooit diepgaand onderzocht. 
Toch is voor bepaalde dialectstudies het Schokkers zeker van belang. De uitgeweken Schokker families hebben namelijk de dialecten van hun nieuwe woonplaatsen beïnvloed. Dit geldt vooral voor het Volendams. Dit is het enige Hollandse dialect dat bij verkleinwoorden umlaut kent, en dat is vrijwel zeker toe te wijzen aan invloed uit het Schokkers.
Een precies beeld van het Schokkers is op basis van het zeer schaarse materiaal niet te geven. Het door de nakomelingen van de Schokkers gesproken dialect is niet meer zuiver.

## Geluidsfragmenten van het Schokkers
- Geluidsfragmenten van Nederlandse dialecten, waaronder het Schokkers

De opname die met bovenstaande link beluisterd kan worden is tekenend voor de positie van het Schokkers. De sprekers op de band moedigen elkaar steeds opnieuw aan Schokkers te praten, wat hen enkel lukt wanneer ze zich inspannen. De vrouw die vertelt zegt in de ene zin betuuver'n (betoveren), even later betoever'n en kort daarna horen we haar gesprekspartner beteuver'n zeggen. Voor een buitenstaander is onmogelijk te bepalen wat nu echt Schokkers is.
Enkele Schokker liedjes in het dialect vindt men onder onderstaande link:
- Schokkervereniging - Liedjes